# Alta Toquima Wilderness
Die Alta Toquima Wilderness ist ein Schutzgebiet vom Typ eines Wilderness Area im Nye County des US-Bundesstaates Nevada. Das Gebiet befindet sich im mittleren Bereich der Bergkette der Toquima Range und umfasst eine Fläche von rund 145 km². Es trägt den Namen der 7000 Jahre alten prähistorischen Siedlung Alta Toquima unterhalb der Gipfelregion des 3640 Meter hohen Mount Jefferson.

## Beschreibung
Das Schutzgebiet wurde 1989 im Rahmen des Nevada Wilderness Protection Act of 1989 vom Kongress der Vereinigten Staaten eingerichtet. Gleichzeitig wurden 13 weitere Wilderness Areas in Nevada mit einer Gesamtfläche von 2966 km² ausgewiesen. Als Wilderness Area wurde keinerlei touristische oder andere Infrastruktur angelegt, es gibt keine Straßen, es werden jedoch Wanderwege unterhalten.
Der Charakter des Gebiets ist vom Hochgebirge mit schroff abfallenden Felsen und Schluchten geprägt. Im  Westen der Toquima Mountain Range befindet sich das Big Smoky Valley mit der Nevada State Route 376 und der Ortschaft Round Mountain mit der Round Mountain Goldmine im Südwesten. Von Norden steigt das Gelände zunehmend zerklüftet an. Im Zentrum des Gebirgszuges befindet sich der Mount Jefferson, von dessen Gipfel bei klarem Wetter die Fernsicht bis in die benachbarten Bundesstaaten Kalifornien und Utah reicht. Im Osten fällt das Gelände zum Monitor Valley ab. Das Areal gehört zum Nationalforstgebiet Humboldt-Toiyabe National Forest und wird durch den US Forest Service verwaltet.
Die 7000 Jahre alte prähistorischen Siedlung Alta Toquima, die 1978 in der Gipfelregion des Mount Jefferson von David Hurst Thomas entdeckt wurde, ist die höchstgelegene bekannte Siedlung indianischen Ursprungs.
Fast 100 Jahre zuvor, im August 1877, erkundete bereits der Naturforscher John Muir das Gebirge und führte dabei insbesondere Betrachtungen der Tal- und Geländeformen als Auswirkungen von Gletschern aus der Eiszeit durch, die er als Glacial Phenomena in Nevada niederschrieb.

## Flora und Fauna
In den tieferen Lagen wachsen die Gräser und Pflanzen der Sagebrush-Steppen, in höheren Bereichen dominieren Pinion-Juniper-Strauchgesellschaften, Biegsame Kiefern und Espen. Während im Pine Creek Forellen leben, gibt es an den Hängen  Dickhornschafe, Hirsche, Beifußhuhn und Chukarhuhn. Habicht, Sägekauz, Westlicher Zaunleguan und Stachelleguan ergänzen das Artenspektrum.